# Fatulotu
Fatulotu is een bestuurslaag in het regentschap Belu van de provincie Oost-Nusa Tenggara, Indonesië. Fatulotu telt 1889 inwoners (volkstelling 2010).